# Derolus fulvus
Derolus fulvus är en skalbaggsart som beskrevs av Jordan 1903. Derolus fulvus ingår i släktet Derolus och familjen långhorningar. Inga underarter finns listade i Catalogue of Life.